# Du-Reform

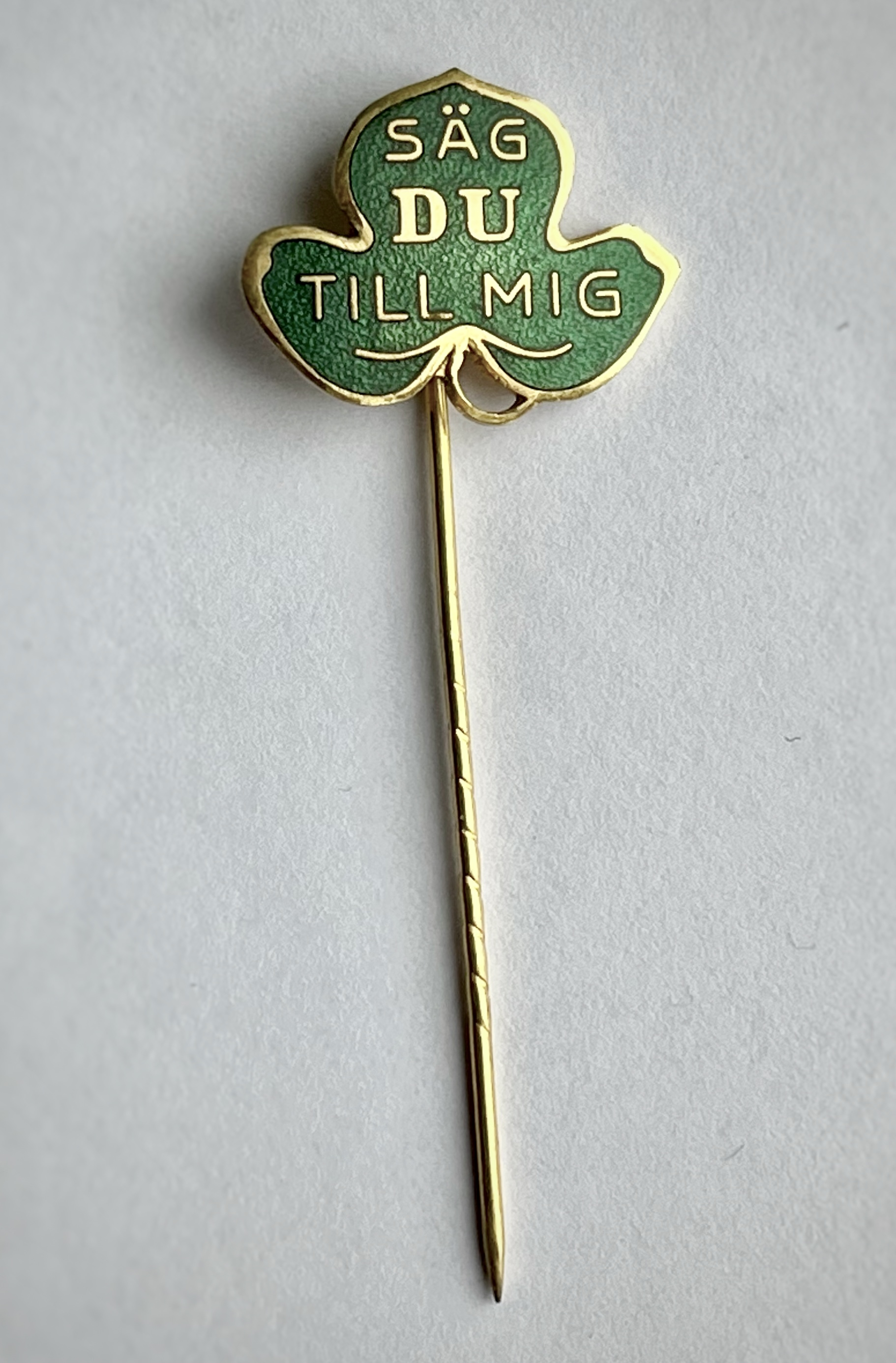
Anstecker, der für die Du-Reform warb.

Die Du-Reform (schwedisch: du-reformen) bezeichnet eine Änderung im Gebrauch der Personalpronomen in der Anrede, die in Schweden im Laufe der 1960er und 1970er Jahre stattfand.

## Reform
In den 1960er und 70er Jahren hörten die Schweden auf, ihnen nicht bekannte oder ältere bzw. in der Hierarchie höher stehende Personen in der dritten Person über Namen oder Titel anzusprechen (etwa „möchte der Herr noch etwas Tee“, im Sinne von „möchten Sie noch etwas Tee“), und gingen zum Du als allgemein gültigem Anredepronomen über.
Die Initiative dieser Reform wird allgemein Bror Rexed zugeschrieben, der damals Direktor der nationalen Gesundheits- und Sozialbehörde war (schwedisch: Socialstyrelsen). Bei seinem Amtsantritt 1967 erlaubte er allen Angestellten, ihn statt mit dem Titel mit dem Vornamen anzusprechen (welches Pronomen zu verwenden sei, sagte er allerdings nicht). Die Reform hatte jedoch schon einige Jahre früher in der großen schwedischen Tageszeitung Dagens Nyheter begonnen.
Die Du-Reform wird in Schweden allgemein als demokratischer und egalitärer Fortschritt betrachtet.

## Hintergrund
Anders als in Deutschland oder Frankreich hatte sich in Schweden sehr lange kein allgemeingültiges bestimmtes Personalpronomen als pronominale Anredeform herausgebildet. Zuerst in den bürgerlichen und höfischen Kreisen, dann auch auf dem Lande war es ab der Mitte des 17. Jahrhunderts bis weit ins 20. Jahrhundert gebräuchlich, eine ältere oder höherstehende Person nicht mit einem Pronomen, sondern nur indirekt über deren Namen oder Titel anzureden, beispielsweise Skulle fru Carlsson vilja hjälpa mig med det?, wörtlich: „Möchte Frau Carlsson mir dabei behilflich sein?“ (statt: „Möchten Sie mir dabei behilflich sein, [Frau Carlsson]?“), oder Vad tycker professorn?, wörtlich: „Was denkt der Professor?“ (statt: „Was denken Sie, [Herr Professor]?“) oder Farfar ser blek ut i dag; är farfar sjuk?, wörtlich: „Großvater sieht heute bleich aus, ist Großvater krank?“ (statt: „Sie sehen heute bleich aus, [Großvater], sind Sie krank?“). Die Unsicherheit, welche passende Anrede denn nun zu wählen sei, führte auch zu vielen unpersönlichen und passiven Konstruktionen, beispielsweise Hur var namnet?, wörtlich: „Wie war der Name?“ (statt: „Wie heißen Sie?“) oder Önskas socker?, wörtlich: „Wird Zucker gewünscht?“ (statt: „Wünschen Sie Zucker?“).
Um diese umständliche Anrede bzw. Umgehung einer Anrede durch eine solche nach kontinental-europäischem Vorbild zu ersetzen, wurde ab 1875 und noch in den 1930er-Jahren die sogenannte Ni-Reform propagiert. Man sollte künftig fremde, ältere und höherstehende Personen in der 2. Person Plural ansprechen: Vad tycker Ni?, deutsch: „Was denkt Ihr (denken Sie)?“ Zwar gab es schon im Mittelalter und in der Frühneuzeit die Anrede mittels der 2. Person Plural, doch das Pronomen I „Ihr“ veraltete im 19. Jahrhundert zunehmend, weil sich daneben mit ni eine neue Form des Pronomens herausgebildet hatte, die aus der falschen Abtrennung der früheren Verbendung -en entstanden war. Dennoch schlugen diese Bestrebungen, Ni als allgemein gültiges Anredepronomen einzuführen, alle fehl. Jemanden mit Ni anzusprechen, galt und gilt in manchen Kreisen als unhöflich.

## Heutige Situation
Die alte höfliche Anredeform wird heute noch beispielsweise gegenüber den Mitgliedern der königlichen Familie verwendet: Är det första gången Prinsen besöker Afghanistan?, wörtlich: „Ist es das erste Mal, dass der Prinz Afghanistan besucht?“ (deutsch: „dass Sie Afghanistan besuchen?“). Es ist auch darüber hinaus nach wie vor möglich, älteren und höherstehenden Personen mittels der traditionellen indirekten Anrede zu begegnen, zum Beispiel mit damen, herrn „die Dame, der Herr“. Im schwedischen Reichstag wird der Parlamentspräsident (talman) mit seinem Amtstitel angesprochen: herr talman oder fru talman.
Eine gewisse Renaissance hat Ni als höfliches Anredepronomen erfahren. Seit dem Ende der 1980er Jahre beobachtet man im Dienstleistungssektor eine häufigere Verwendung der Anrede in der 2. Person Plural, wie z. B. in Restaurants oder Geschäften. In Geschäftsbriefen ist die 2. Person Plural nicht ungewöhnlich, auch gegenüber Einzelunternehmern oder Privatpersonen, und wird fakultativ groß geschrieben: Vi tackar för den order Ni sänt oss, deutsch: „Wir danken für die Bestellung, die Sie uns geschickt haben (wörtlich: die Ihr uns geschickt habt).“ Allerdings ist die Anwendung von ni als Höflichkeitspronomen umstritten und wird nicht vorausgesetzt.